# 沙皮狗

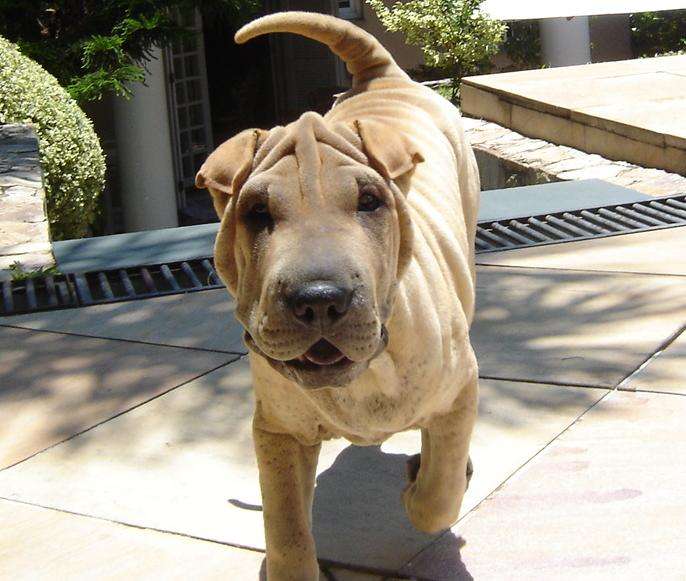
傳統「骨嘴」沙皮狗

沙皮狗（英語：Shar Pei）分為兩種型態：傳統中國沙皮犬（骨嘴）、混血型沙皮狗（肉嘴）。傳統中國沙皮犬 起源於中國南方，可追溯至漢代，有二千多年的歷史。在發掘一些漢代時期的墓穴，經常都會發現類似傳統中國沙皮犬型態的陶俑（陶犬）出現，在1920年代的廣東被人用作鬥狗，1949年后，傳至澳門，其後再引入香港。

## 历史
沙皮狗源自中国广东省，是最古老的犬種之一，以其好斗和警惕出名。它们的褶皱被特意培育以提高其打鬥本领，那样在其他狗咬住它们的褶皱时，仍可以回过身来，反咬对方。它们曾处于灭绝边缘，也因“世界最稀有的狗”被录入吉尼斯世界纪录，从那时起，沙皮狗作为家庭养狗而遍布全球，主要就是因为它们钟情自然。

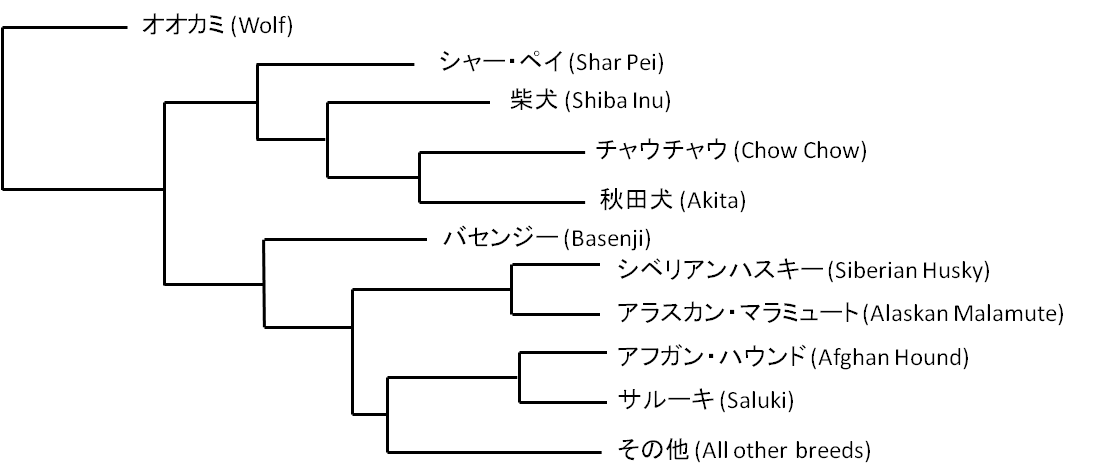
DNA分析確定Shar Pei是最古老的犬種之一

## 混血型沙皮狗
1960年代因鬥狗活動需求，混入拳師犬、鬥牛犬、鬥牛獒、鬥牛㹴，變成為肉嘴型態，1970年代，以中國鬥狗名稱傳至美國。肉嘴型態的沙皮狗多年來被人們誤解為正宗中國沙皮狗。兩種沙皮狗的型態区别為：傳統中國沙皮犬——身型輕巧，靈活，嘴部堅實，沒有多餘皮肉；肉嘴型——皺皮佈滿頭部，嘴部皮肉厚重，形似河馬，體型肥厚。
肉嘴沙皮狗是一种宠物狗，最大特点是皮有深深的褶皱。其名字“沙皮”不是因为其颜色，而是主要特点。当它们还小的时候，褶皱确实很多，可是长大后就消失了，似乎是身体“长到皮裡去了”。这种狗直到1991年才列入美国犬业俱乐部。

## 健康
傳統中國沙皮犬甚小發生眼睫毛內翻症狀，肉嘴因頭大量皺紋及遺傳，甚多眼臉內翻病症，故需特別注意。两種型態，牠們的耳腔都會過於狹窄，因此耳部產生問題較多。
肉嘴沙皮狗不合理的近亲繁殖会导致褶皱过多，使眼睫毛内翻，影响眼睛，甚至出现事故。这种情况叫做“眼睑内翻”，可以用外科手术进行矫正（“固定”眼睑以免刺到眼球）。由褶皱引发的皮肤病也很常见，所以要用特殊的洗发剂经常洗澡，免于过分干燥和脱落。